# Vedžat

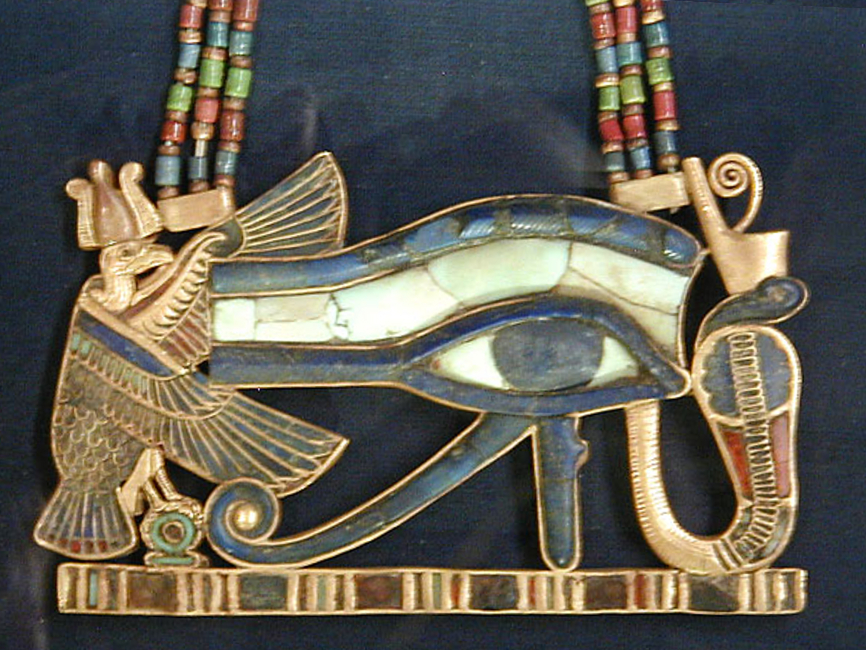
Vedžat – Horovo oko ve formě amuletu

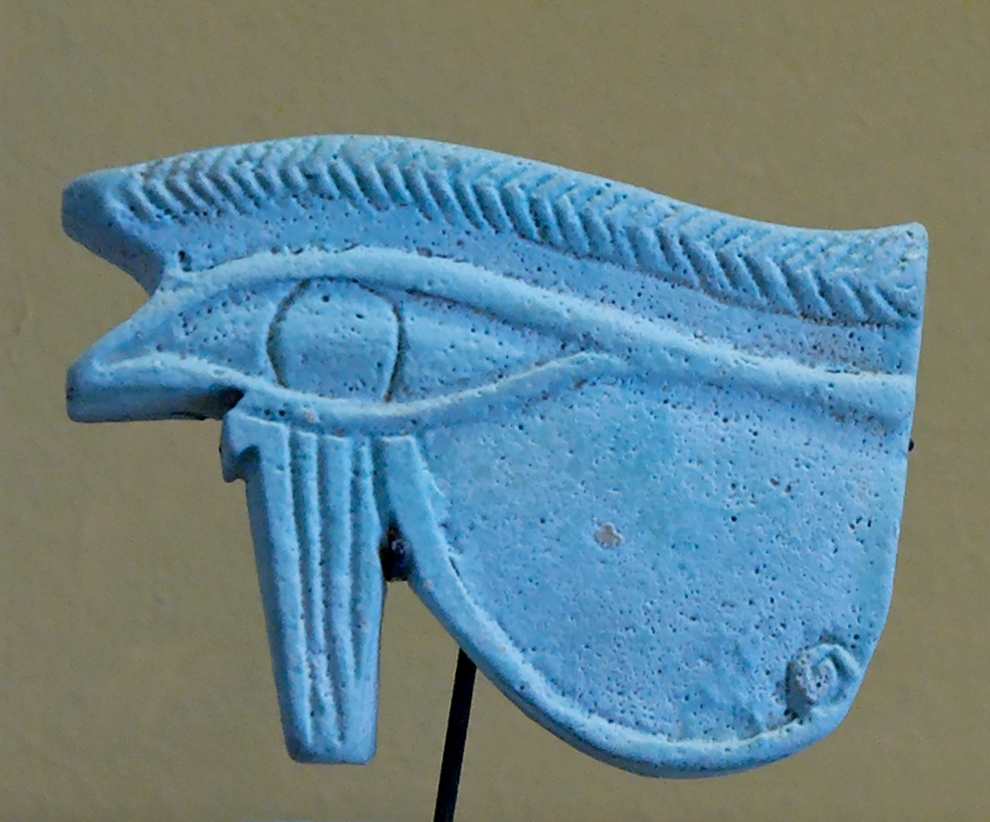
Keramický Vedžat

| G43 | U28 | G1 | t · D10 |

| G43 | U28 | G1 | t · D10 |

| D10 |

| D10 |

Vedžat (často uváděno v překladu z egyptštiny jako Horovo oko) je mnohovýznamový staroegyptský posvátný symbol spojovaný s bohem Horem. Někdy splývá s v mytologii také hojně využívaným (i když pro specificky královské souvislosti výlučnějším) Reovým okem (viz ureus) vztahujícím se k bohu Reovi, jindy je však třeba oba symboly od sebe odlišovat. V základní podobě jsou mu přisuzovány dva rozdílné významy: jednak je součástí usirovského mytologického okruhu, v němž Hor ztratil při bojích se Sutechem své oko, jednak je kosmologicky v souvislosti s pojetím Hora jako nebeského boha chápáno jako kosmické těleso (Slunce a Měsíc). Vedle toho bylo užíváno také jako matematický symbol. Vedžet panovala v celé nilské deltě a bohyně Eset ji zasnoubila se svým synem Horem, sňatek však nebyl uskutečněn.